# Theodor Caspar Pilartz

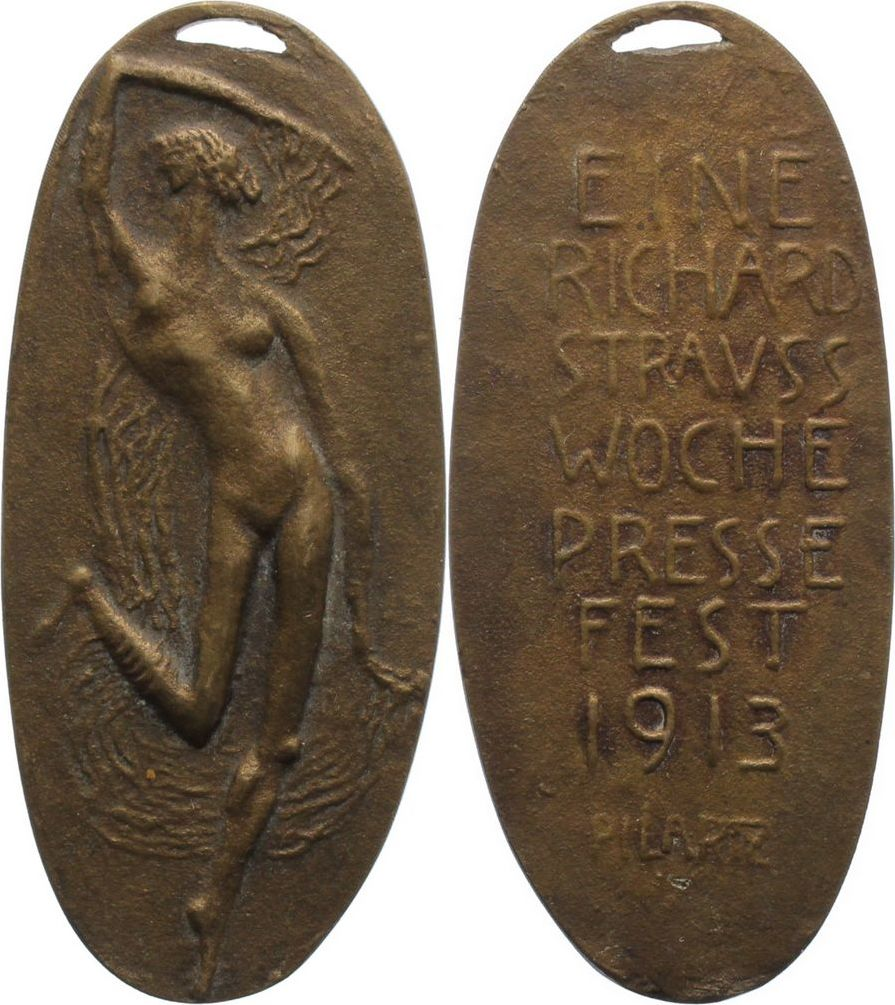
Hochovale Bronzegussmedaille 1913

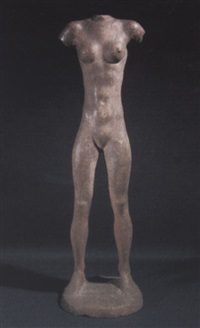
Weiblicher Halbtorso, Terracotta, 101 cm (39,8 in)

Theodor Caspar Pilartz (* 21. Februar 1887 in Köln; † 29. Juni 1955 ebenda) war ein deutscher Bildhauer, Medailleur und Bühnenbildner.
Seine Arbeit war Teil der Skulpturenveranstaltung im Kunstwettbewerb der Olympischen Sommerspiele 1932. Ab 1920 war er Mitglied der Darmstädter Sezession. Von 1920 bis 1924 war er Bühnenmaler am Landestheater Darmstadt. Er arbeitete auch für Theater in Lille und Köln. Bis 1933 arbeitete er  als Bühnenbildner in Berlin, dann in Düren.

## Medaillen und Plaketten
- 1913: Salome. Medaille auf das Pressefest der Richard-Strauss-Woche in Köln; Bronzeguss brüniert; hochoval, 91 × 38 mm
- 1930: Ehrenpreis des Reichspräsidenten am Verfassungstag, im Jahr der Rheinlandräumung. Adler auf stilisierter Brücke über dem Rheintal; Bronzeguss, versilbert